# Элиот, Джон, 1-й граф Сент-Джерманс
Джон Элиот, 1-й граф Сент-Джерманс (англ. John Eliot, 1st Earl of St Germans; 30 сентября 1761 — 17 ноября 1823) — британский политик. Он носил титул учтивости — лорд Элиот с 1804 по 1815 год.

## Биография
Родился 30 сентября 1761 года в Порт-Элиоте, Корнуолл. Третий сын Эдварда Крэггса-Элиота, 1-го барона Элиота (1727—1804), и его жены Кэтрин Эллистон (1735—1804). Он получил образование в Пембрук-колледже в Кембридже, получив степень магистра в 1784 году.
Лорд Элиот заседал в Палате общин Великобритании от Сент-Джерманса (1780—1873) и Лискирда (1784—1804). Он также занимал должность летописца Его Величества в суде казначейства. 17 февраля 1804 года он сменил своего отца на посту 2-го барона Элиота. В 1808 году он стал полковником милиции Восточного Корнуолла, а в 1810 году — подполковником-комендантом.
28 ноября 1815 года для Джона Элиота был создан титул графа Сент-Джерманса в графстве Корнуолл, с правом наследования для его брата Уильяма Элиота и его потомков мужского рода. В феврале 1816 года он занял свое место в Палате лордов.

## Семья
Джон Элиот был женат дважды. 9 сентября 1790 года в церкви Святого Джеймса в Вестминстере он женился первым браком на Кэролайн Йорк (29 августа 1765 — 26 июля 1818), дочери Чарльза Йорка (1722—1770), лорда-канцлера Великобритании, и Агнеты Джонстон.
19 августа 1819 года лорд Сент-Джерманс женился вторым браком на Гарриет Поул-Кэрью (9 февраля 1790 — 4 марта 1877), дочери преподобного Реджинальда Поул-Кэрью и Джемаймы Йорк. Оба брака оказались бездетными.
Лорд Сент-Джерманс умер 17 ноября 1823 года в Порт-Элиоте и был похоронен 27 ноября в церкви Святого Джерманса. Ему наследовал его младший брат Уильям Элиот, 2-й граф Сент-Джерманс.